# Biasini Kajetán

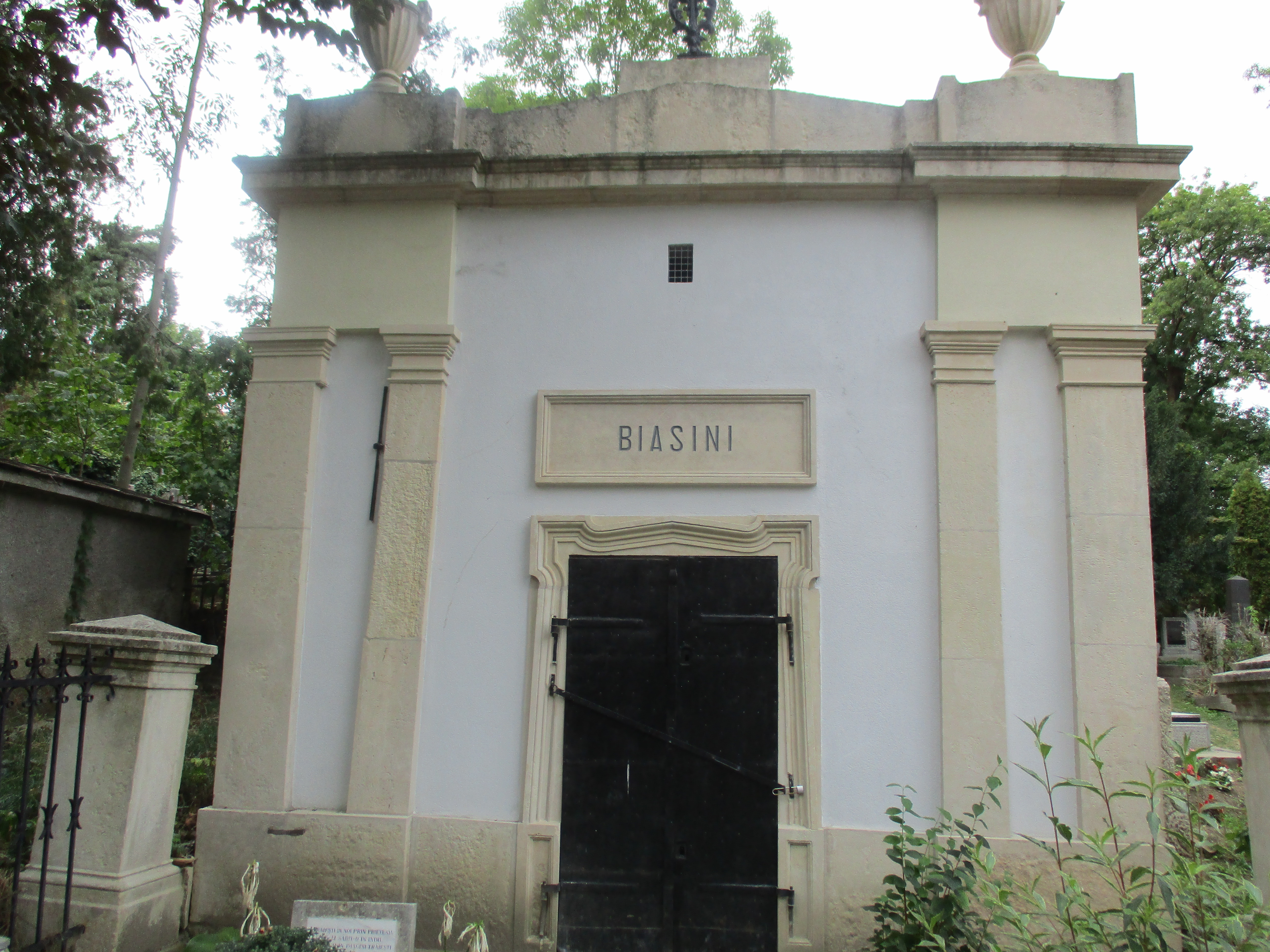
A családi kripta a Házsongárdi temetőben

Gaetano Biasini, eredetileg Gaetano Biassini, utóbb Biasini Kajetán (Milánó vagy Lodi 1790 – Kolozsvár, 1847. augusztus 1.) olasz vívómester, vendéglő- és szállodatulajdonos. A reformkorban jelentős szerepet játszott Kolozsvár polgári átalakulásában.

## Pályafutása
Miután katonatisztként részt vett Napóleon oroszországi hadjáratában, és orosz fogságot szenvedett, Bécsben telepedett le, és vívóiskolát nyitott. Itt ismerkedett meg 1818-ban gróf Béldy Ferenccel, akinek meghívására Kolozsvárra utazott, és ott folytatta vívómesteri tevékenységét. Vívóiskolája először a Redutban, majd a Fő téri Tivoliban, utána gróf Bethlen Domokos házában működött a Király utcában. A vívóiskolába elsősorban a helyi arisztokrácia tagjai (gróf Kendeffy Ádám, báró Jósika Lajos, gróf Béldy Ferenc, báró Wesselényi Miklós) jártak. 1824-ben az iskola Bölöni Farkas Sándor kezdeményezésére nyilvános intézetté alakult át, Kolozsvári Viadal Iskola névvel, majd 1834-től részvénytársaságként működött 26 fiatal arisztokrata részvényessel.
A vívásoktatással párhuzamosan francia és olasz nyelvet, illetve zenét és táncot is tanított. 1832-ben házat vásárolt a Híd utcában, és május 29-én „a városi hütös polgárok közé bevétetett.” Ettől az időponttól kezdve volt joga vállalkozási tevékenységet folytatni a városban. 1835-ben visszavonult a vívásoktatástól, és bérkocsiszolgálatot indított; a vívómesterséget fia vette át. 1837-ben átépíttette a Külső-Torda utcában található Szacsvay-fogadót, amelynek eredménye egy korszerű szálloda lett, a földszintjén pedig kávéházat nyitott; a továbbiakban itt volt a Pest és Bukarest közötti gyorskocsijárat állomása. A szálloda bálok színhelyéül is szolgált, így hamarosan a polgári társasági élet központjává vált. Biasini alapította az első kolozsvári cselédszerző hivatalt is; a munkanélküli cselédeknek átmeneti szállást és étkezést biztosított. A nevéhez fűződik a virág- és narancsbálok divatja, illetve az új stílusú halottaskocsik elterjedése.
A város polgári fejlődésében szerzett érdemeiért az 1841–43. évi országgyűlés javaslatára előnévvel nemességet kapott.
A Házsongárdi temetőben található Biasini-kriptában nyugszik.

## Családja
Felesége Kibédy Anna, Kibédy Sámuel református esperes leánya volt, művelt asszony, aki magyarra fordította Vergilius Aeneisét. Hat gyermekük született, négy fiú és két lány. Utódai közül elsőszülött fia, Domokos (1821–1895) és unokája, Biasini Mari (1866–1937) váltak híressé.